# Sociedad del Sagrado Corazón de Jesús
La Sociedad del Sagrado Corazón de Jesús (en latín Societas Sacratissimi Cordis Iesu) es un instituto católico de vida religiosa. Las monjas de esta congregación posponen a su nombre las siglas R.S.C.J (Religiosas del Sagrado Corazón de Jesús).

## Historia
La congregación fue fundada el 21 de noviembre de 1800 en París por la religiosa francesa Magdalena Sofía Barat (1779 – 1865): la sociedad, caracterizada por una espiritualidad propia,  (la fundadora era hija espiritual de los jesuitas), debía tener por misión la propagación de la devoción al Sagrado Corazón de Jesús y la educación, sobre todo de las niñas.
La congregación creció rápidamente en varios países de Europa; en el año 1818, la también religiosa Filipina Duchesne (también canonizada) fundó cinco casas de la congregación en los Estados Unidos, donde las religiosas se dedicaron también al apostolado entre los indios.
La Sociedad del Sagrado Corazón de Jesús fue aprobada por el Papa León XIII, el 15 de julio de 1826: el 24 de mayo de 1925 el Papa Pío XI canonizó a la fundadora.

## Actividades y difusión
Las religiosas del Sagrado Corazón de Jesús están dedicadas principalmente a la organización de colegios y a la instrucción.